# Chapelle Notre-Dame de Trémalo
Pour les articles homonymes, voir Chapelle Notre-Dame.
Notre-Dame de Trémalo est une chapelle catholique située dans la commune de Pont-Aven, en Bretagne. L'édifice a été construit au XVIe siècle par Guillaume du Plessis, seigneur du Plessis (Quinquis en breton) et Catherine de Botigneau son épouse, il est situé dans l'ancienne paroisse de Nizon.
De style gothique, la chapelle et son mobilier sont connus pour avoir été représentés par les peintres en résidence à Pont-Aven aux XIXe et XXe siècles. La sculpture en bois polychrome du christ en croix qu'elle contient figure notamment dans plusieurs tableaux de Paul Gauguin, comme Le Christ jaune et Autoportrait au Christ jaune, peints en 1889.
L'édifice  est inscrit sur la liste des monuments historiques depuis le 11 mai 1932.

## Histoire
Fondée par la famille du Plessis et construite en 1550  la chapelle passe ensuite à la famille Feydeau puis à la famille Hersart de la Villemarqué. Vendue comme bien national en 1795 elle retourne à la famille de la Villemarqué sous le premier Empire. Tombée en ruines, elle bénéficie d'une restauration complète en 1957. L'association pour la sauvegarde de la chapelle de Trémalo, créée en 1978, veille sur son entretien.

## Architecture

### Extérieurs
Construction en granite de plan  rectangulaire avec chevet plat triangulaire à l'est, orné de trois baies flamboyantes  et clocher de type cornouaillais en pierre ajourée surmontant la façade ouest. Contreforts aux quatre angles. Ouverture au sud par deux portes et à l'ouest par le porche principal.

### Intérieurs
Divisé en trois vaisseaux par dix piliers supportant des arcs brisés, le volume intérieur est homogène, rythmé par les poutres à engoulants de la nef centrale et orné des motifs polychromes des sablières.

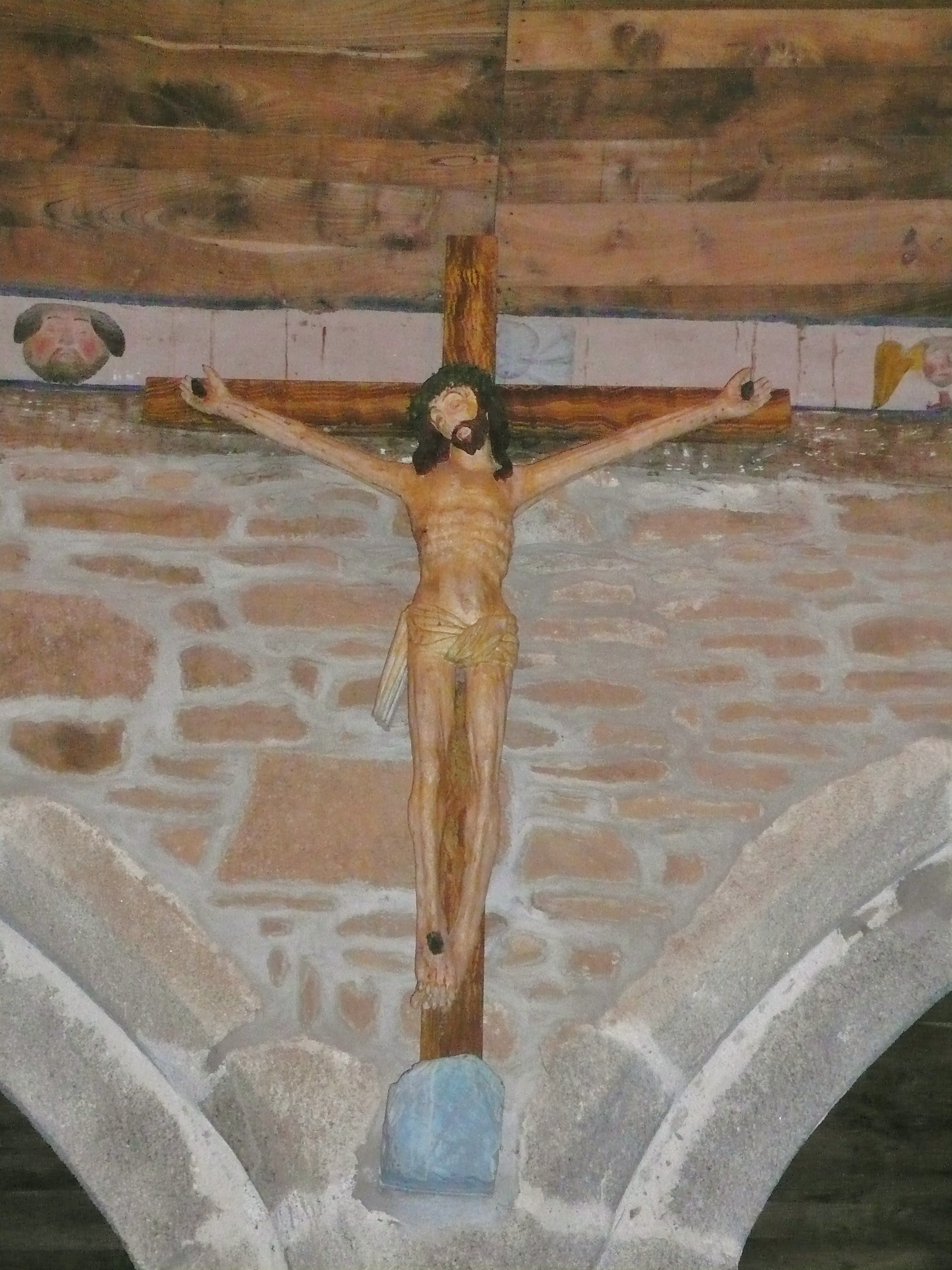
Le christ en croix, dit Christ jaune depuis que Gauguin l'a peint

Les poutres sablières portant la voute lambrissée en châtaignier sont décorées de figures grotesques, masques d'hommes et d'animaux dans la tradition des images populaires. L'une des sablières montre, sculptée, un animal serrant entre ses dents un sexe masculin.
Les armoiries de Guillaume du Plessis et de son épouse Catherine de Botigneau y figurent près du chœur.

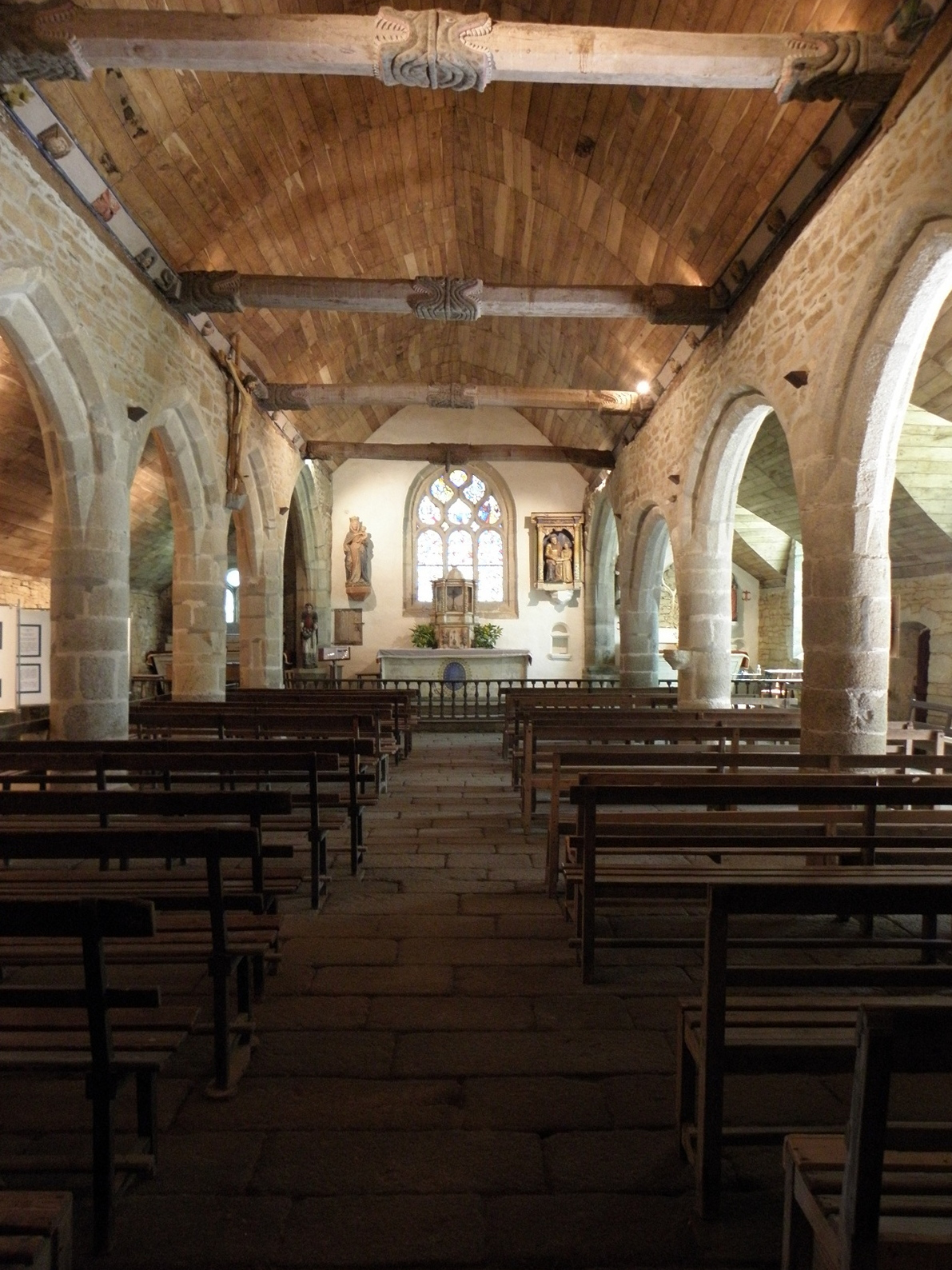
Vue d'ensemble de l'intérieur de la chapelle
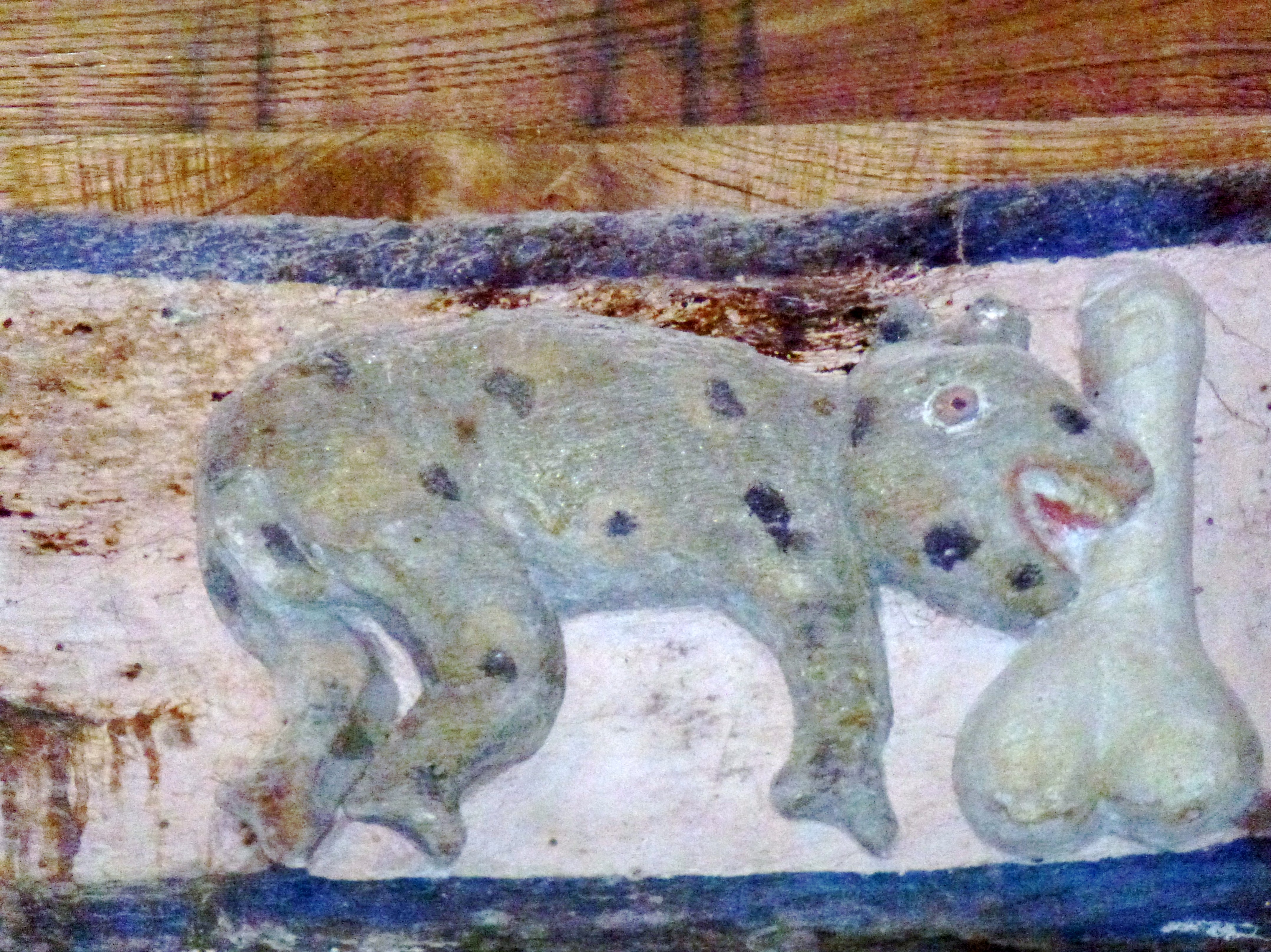
Détail d'une poutre sablière
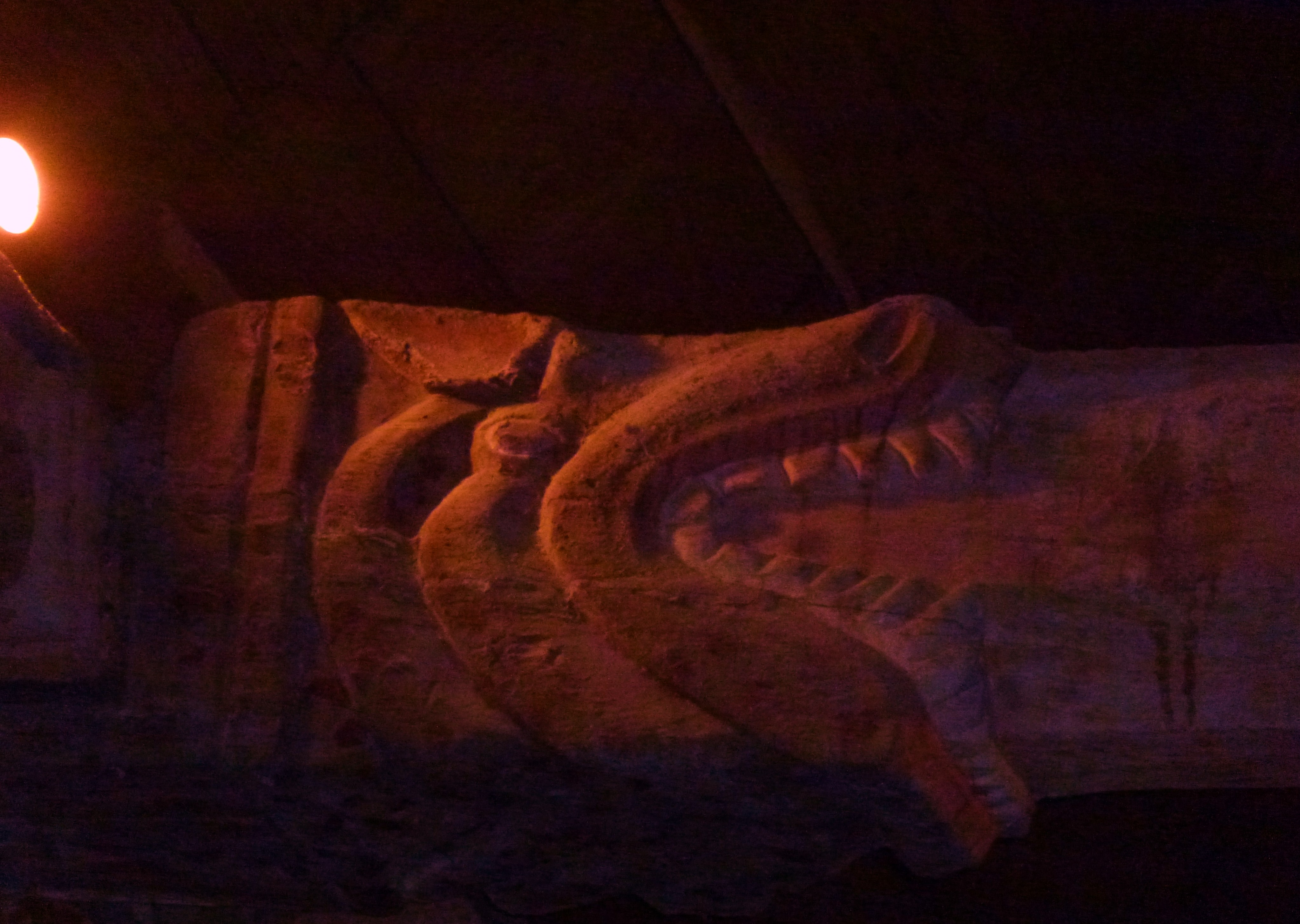
Détail d'une poutre sablière
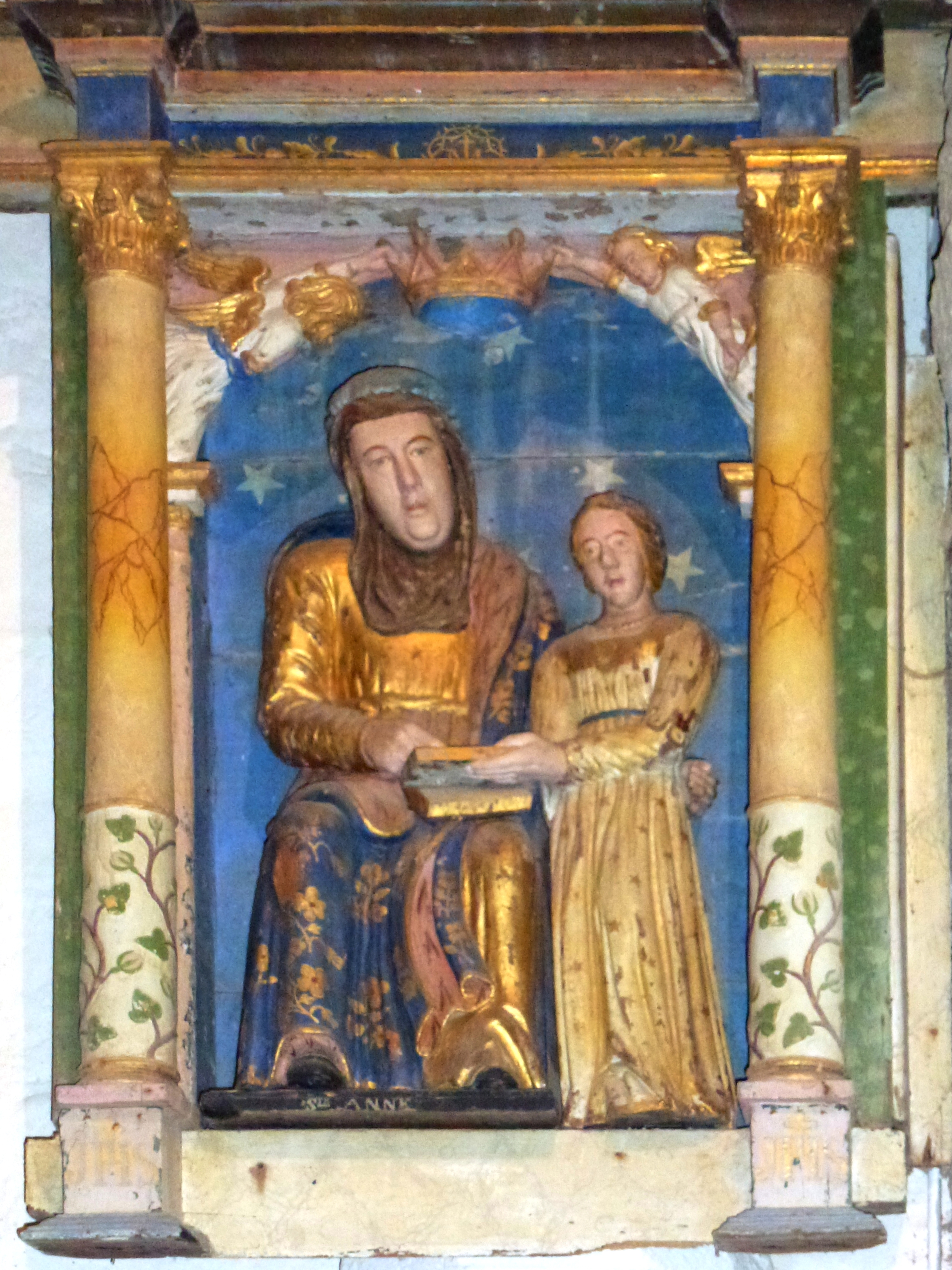
Statue de sainte Anne apprenant à lire à la Vierge
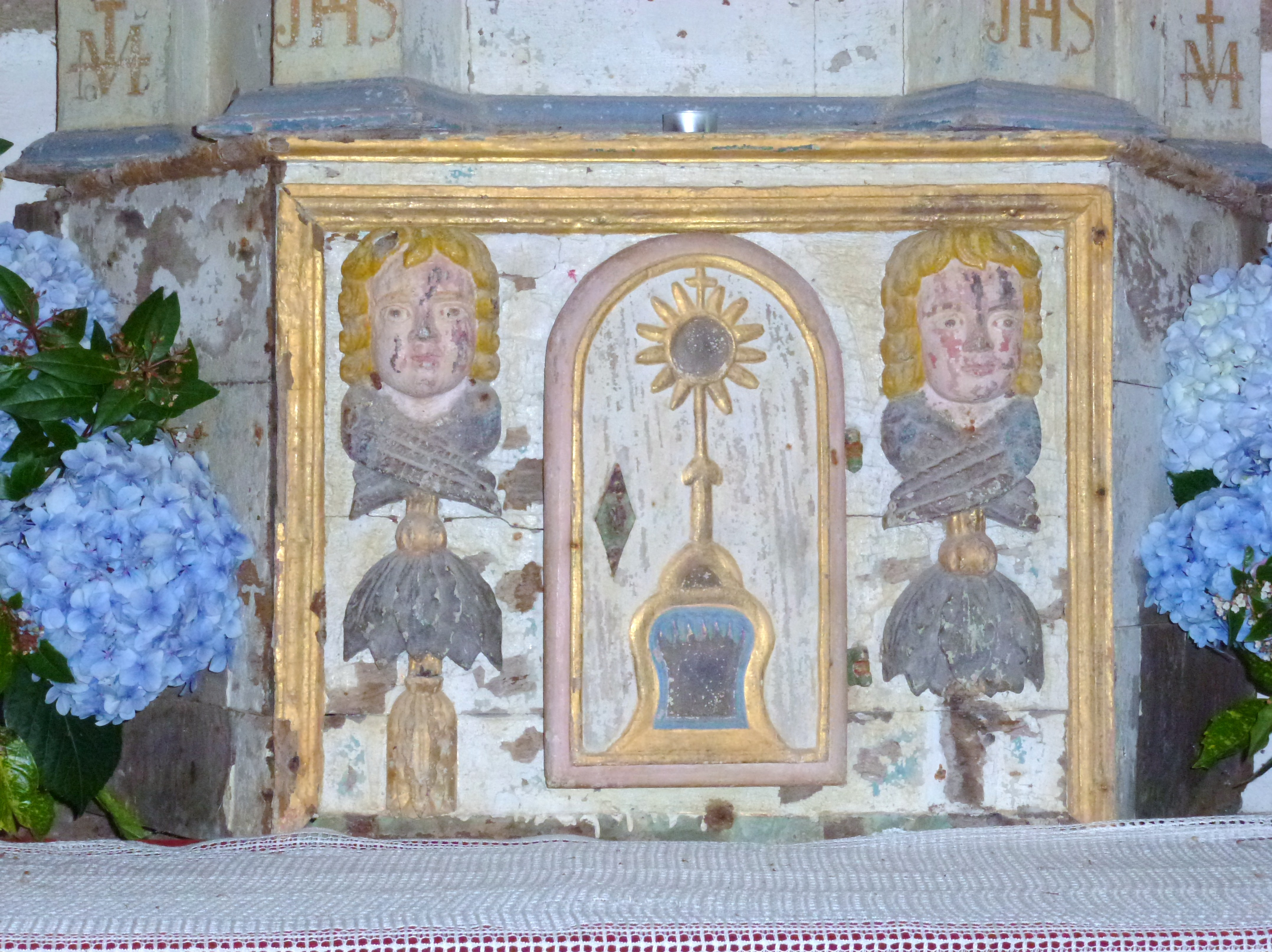
Le tabernacle

## Principaux tableaux en rapport avec Trémalo

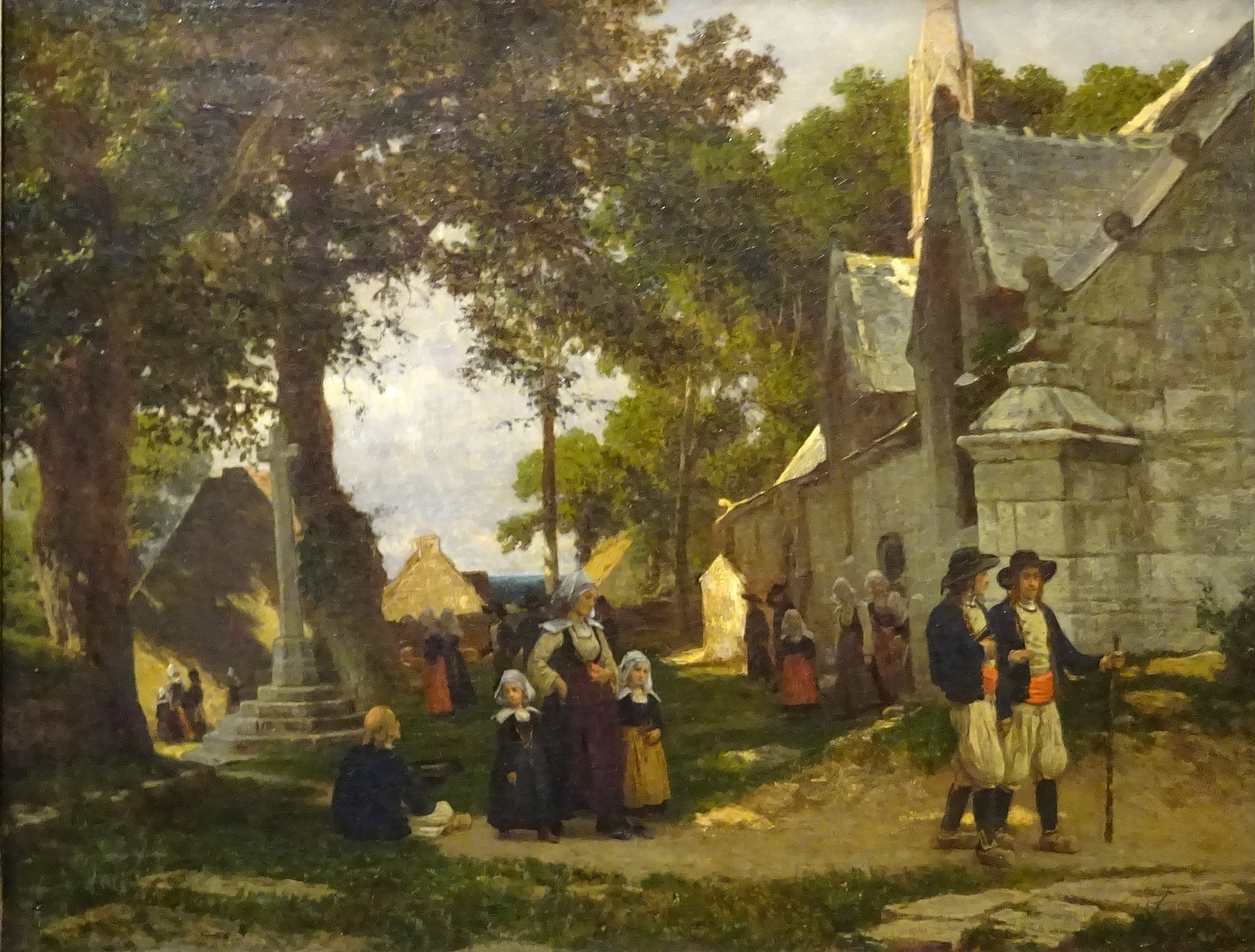
Otto Weber : Retour de l'église [sortie de messe à la chapelle de Trémalo] (1864, huile sur toile, musée de Pont-Aven).
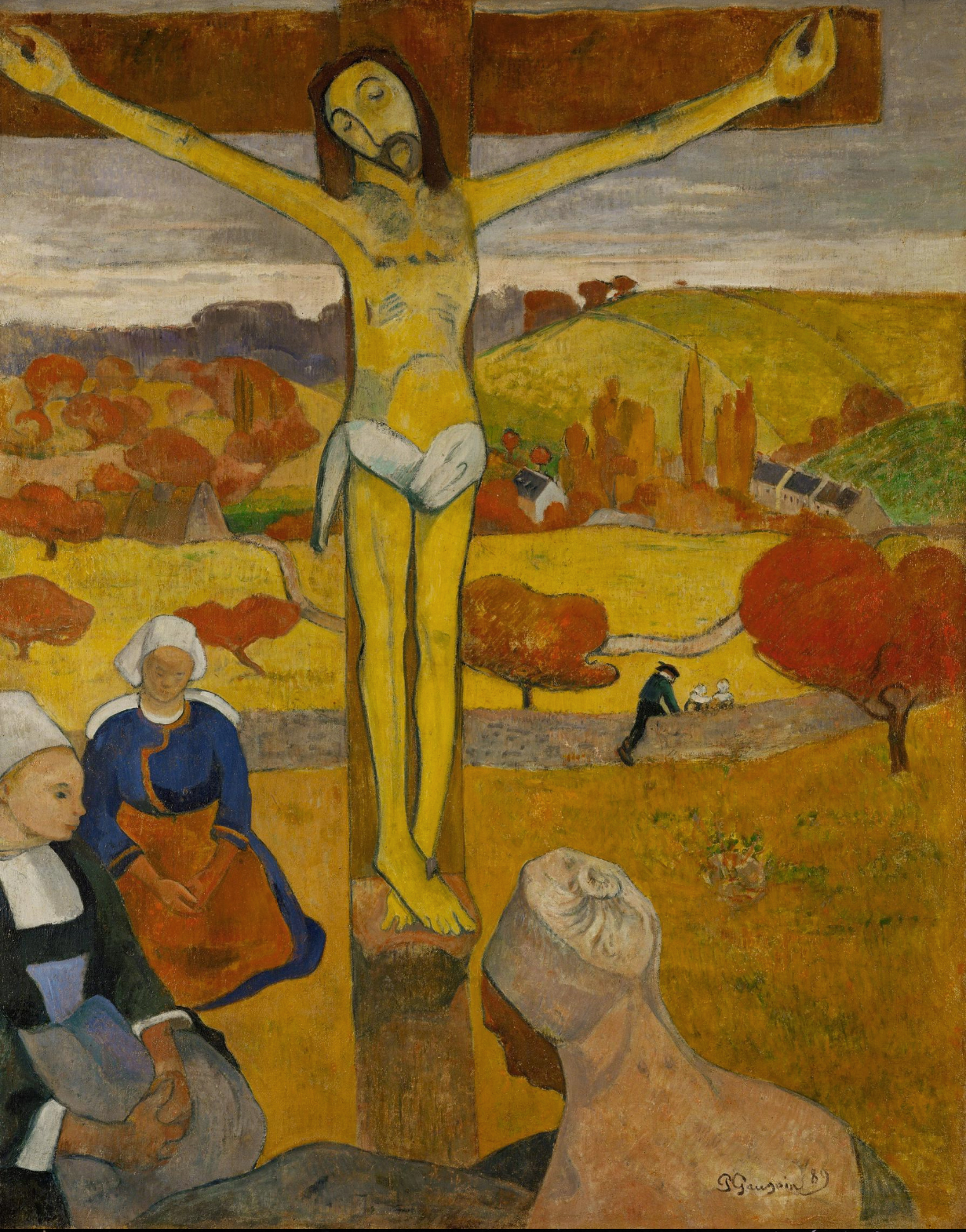
Paul Gauguin : Le Christ jaune (1889, Galerie d'art Albright-Knox )
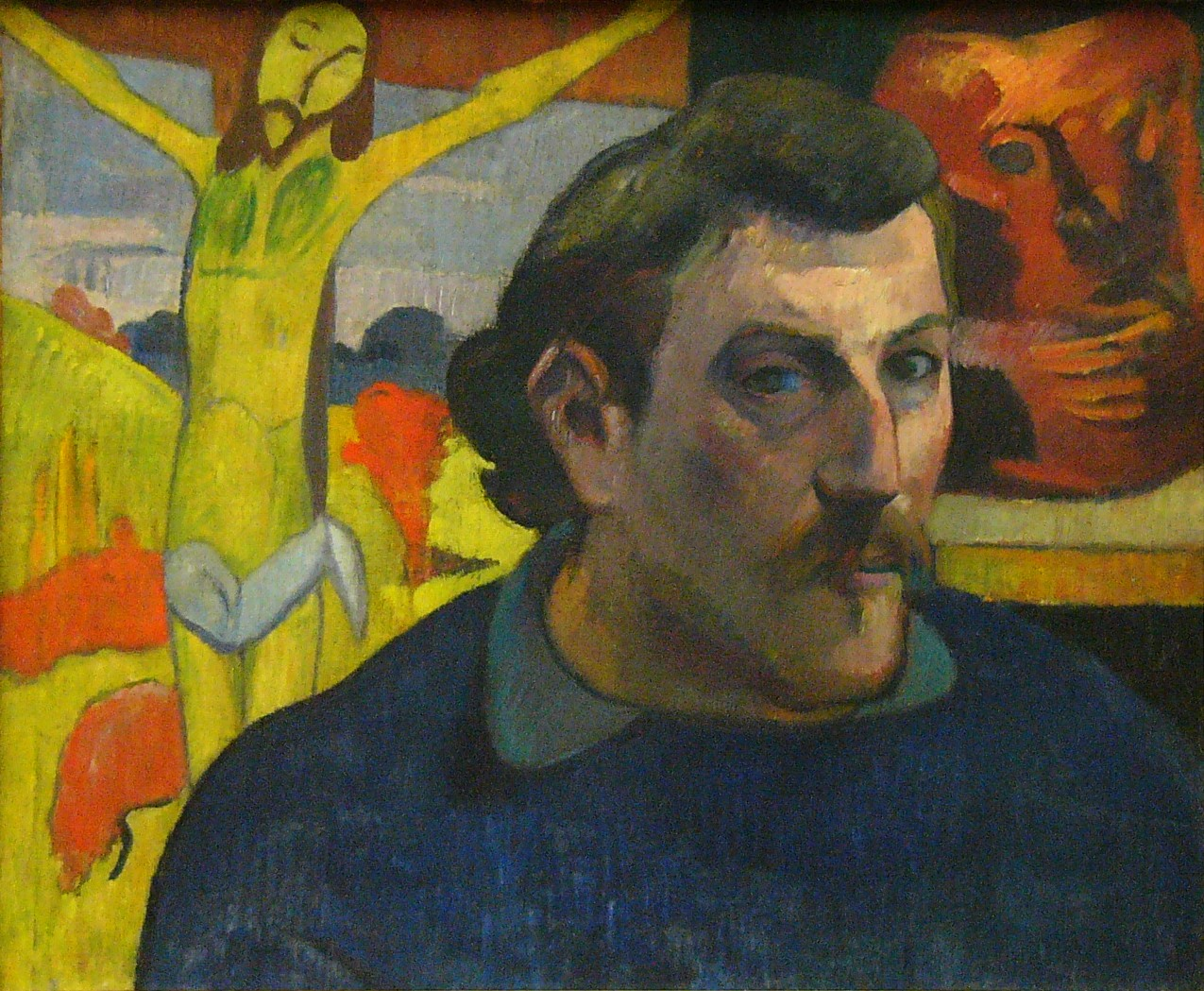
Paul Gauguin : Autoportrait au Christ jaune (1889, Musée d'Orsay)
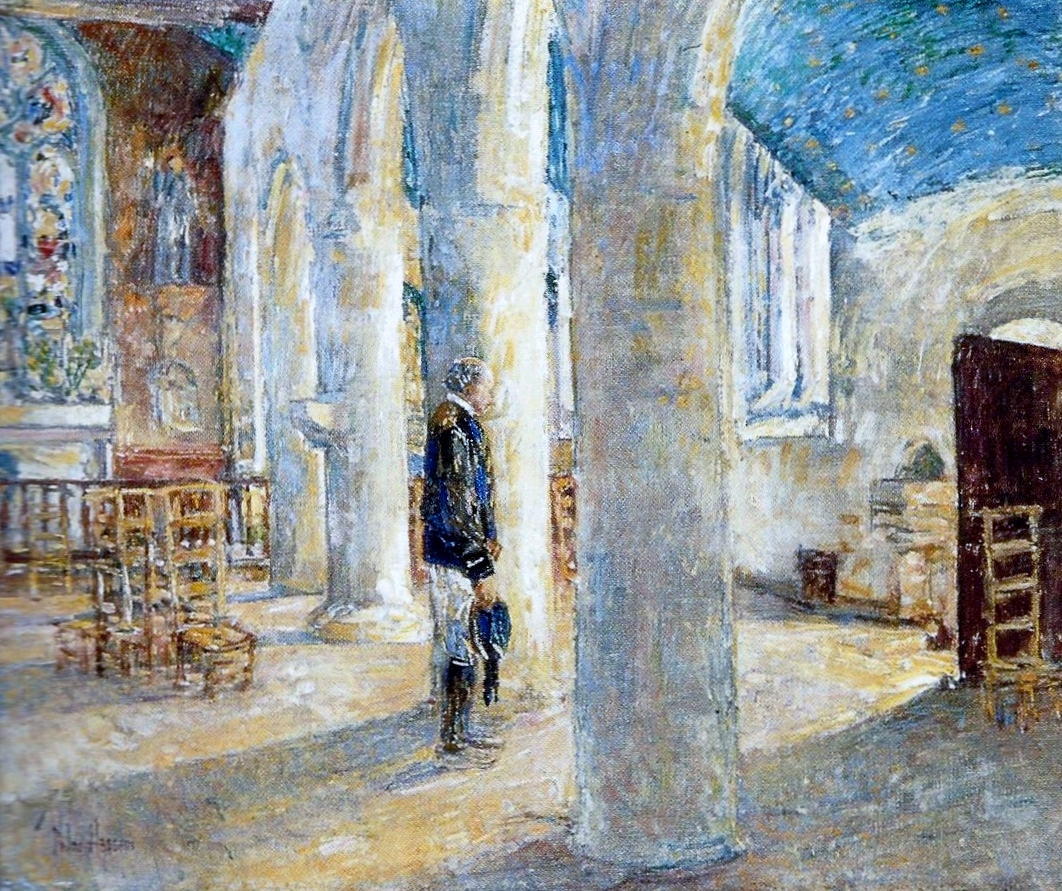
Childe Hassam ː Intérieur d'église en Bretagne, Trémalo, Pont-Aven (1897, collection Harlsch and Adler Galleries, New-York).
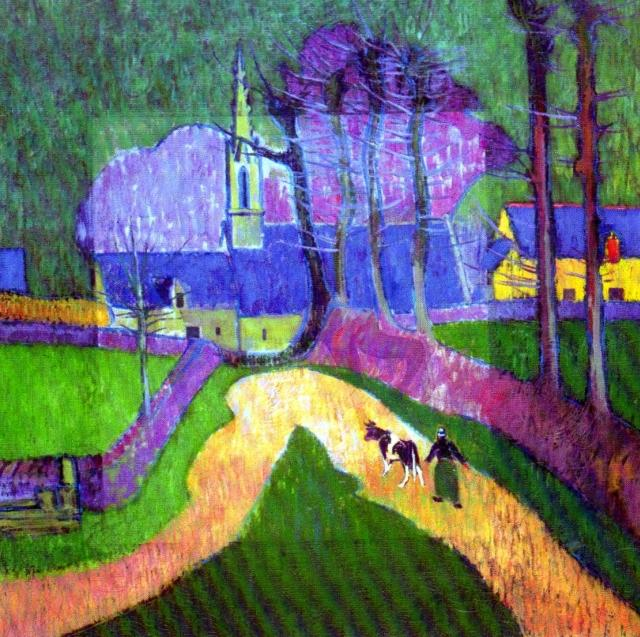
Émile Jourdan : La chapelle de Trémalo (1910, Musée de Pont-Aven)

- Childe Hassam : 'En Bretagne, Trémalo (1897, collection Harlsch and Adler Galleries, New-York).
- Childe Hassam : Intérieur d'église en Bretagne, Trémalo, Pont-Aven (1897, collection George G. Matthews)